# Spin (album de Darren Hayes)
Pour les articles homonymes, voir Spin (homonymie).
Spin est le premier album solo de l'ancien membre de Savage Garden, Darren Hayes. L'album a été mixé par Chris Lord-Alge et produit par Walter Afanasieff. Il est d'abord sorti en Australie le 18 mars 2002.

## Titres
1. "Strange Relationship" – 5:02
2. "Insatiable" – 5:10
3. "Heart Attack" – 5:04
4. "I Miss You" – 5:30
5. "Creepin' Up On You" – 4:53
6. "Dirty" – 4:45
7. "Crush (1980 Me)" – 4:00
8. "Good Enough" – 6:11
9. "I Can't Ever Get Enough Of You" – 5:16
10. "Like It Or Not" – 6:20
11. "What You Like" – 5:38
12. "Spin" – 4:23
13. "The Heart Wants What it Wants" – 4:57